# Megachile mcnamerae
Megachile mcnamerae là một loài Hymenoptera trong họ Megachilidae. Loài này được Cockerell mô tả khoa học năm 1929.